# Miquel Luque i Ávila
Miquel Luque Ávila (21 de setembre de 1976 a Granollers, Catalunya) és un nedador paralímpic català que ha guanyat diverses medalles d'or, Luque va néixer amb artrogriposis,fet que li provoca poca mobilitat a les cames, l'any 1992 va veure les Olimpíades de Barcelona i es va animar a competir.
L'any 2013 guanya la medalla de plata de la Real Orden del Meríto Deportivo.
Miguel Luque dona nom a la piscina municipal de Parets del Vallès.

## Palmarès[4][5]
Ha estat set vegades medalla paralímpica (als 50 braça: or a Sidney 2000 i Atenes 2004, plata a Londres 2012 i Tòquio 2020, i bronze a Pequin 2008; als 4x50 estils: bronze a Atenes 2004), a més a més d'ampliar el seu palmarès amb les seves participacions en els Campionats del Món (plata a Montreal IPC 2013, or a Eindhoven 2012, or a Durban 2006) i als campionats Europeus (doble or i plata a Eindhoven 2014, or i plata a Berlin 2001 i a Reikjavik 2009).